# Rynek w Skierniewicach
Rynek w Skierniewicach – im. Jana Odrowąża główny rynek w Skierniewicach – zachował do dziś średniowieczny układ urbanistyczny.
Posiada zabudowę jedno- i dwupiętrową z drugiej połowy XIX wieku. Większość kamienic utraciła cechy stylowe. Rynek pełnił funkcję targowiska do 1956 roku. Głównym budynkiem rynku jest ratusz wybudowany w 1847 roku według projektu Henryka Marconiego w stylu neorenesansowym, obecnie siedziba Urzędu Miasta. Od lat 60. do lat 90. XX wieku na środku rynku znajdował się skwer oraz fontanna czynna w okresie letnim. 
W kamienicy nr 7 obok ratusza urodził się Tadeusz Sułkowski, polski poeta, dziennikarz, prozaik, krytyk, podporucznik rezerwy piechoty Wojska Polskiego.
W czasie Skierniewickiego Święta Kwiatów Owoców i Warzyw rynek jest miejscem najważniejszych wydarzeń związanych z tym świętem, odbywają się tu koncerty, recitale oraz co roku pokazy sztucznych ogni na zakończenie.
Rynek został przebudowany (ulice, chodniki, fontanna) w latach 2005–2006. Położono kostkę brukową mającą przypominać dawny charakter rynku. Na środku powstała nowa podświetlana w kilku kolorach fontanna.
W lutym 2024 roku rozpoczęto przebudowę Rynku. Wróci zieleń, bedzie przebudowa podłoża rynku z kostki brukowej na płyty. Charakter rynku wróci podobnie jak z lat ubiegłego wieku.
Od rynku odbiegają ulice: Senatorska, Gałeckiego, Żwirki i Wigury, Rynek, Mszczonowska, Strykowska, Stefana Batorego, Michała Okurzałego.

## Galeria Rynku

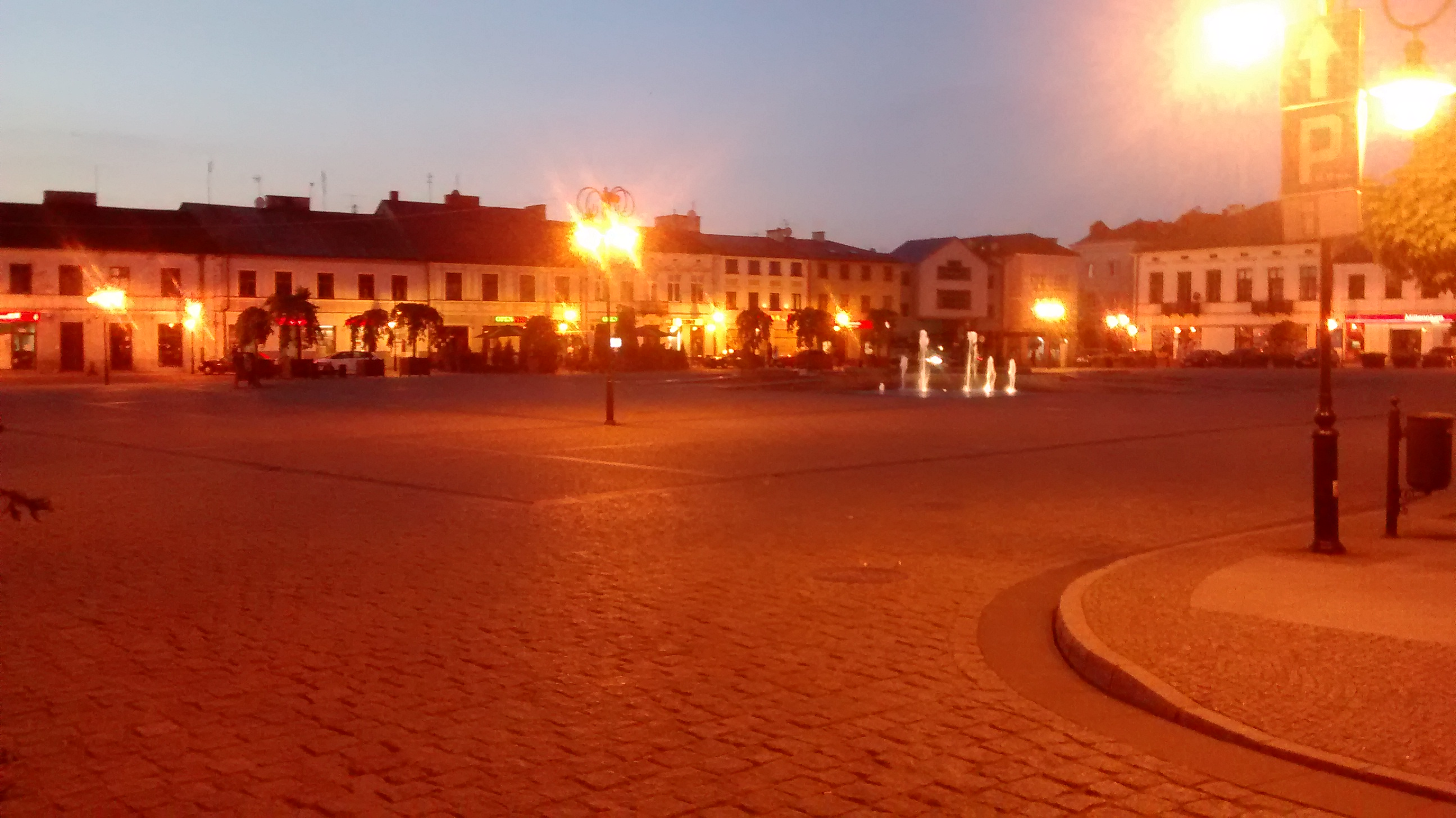
Rynek nocą (maj 2016)
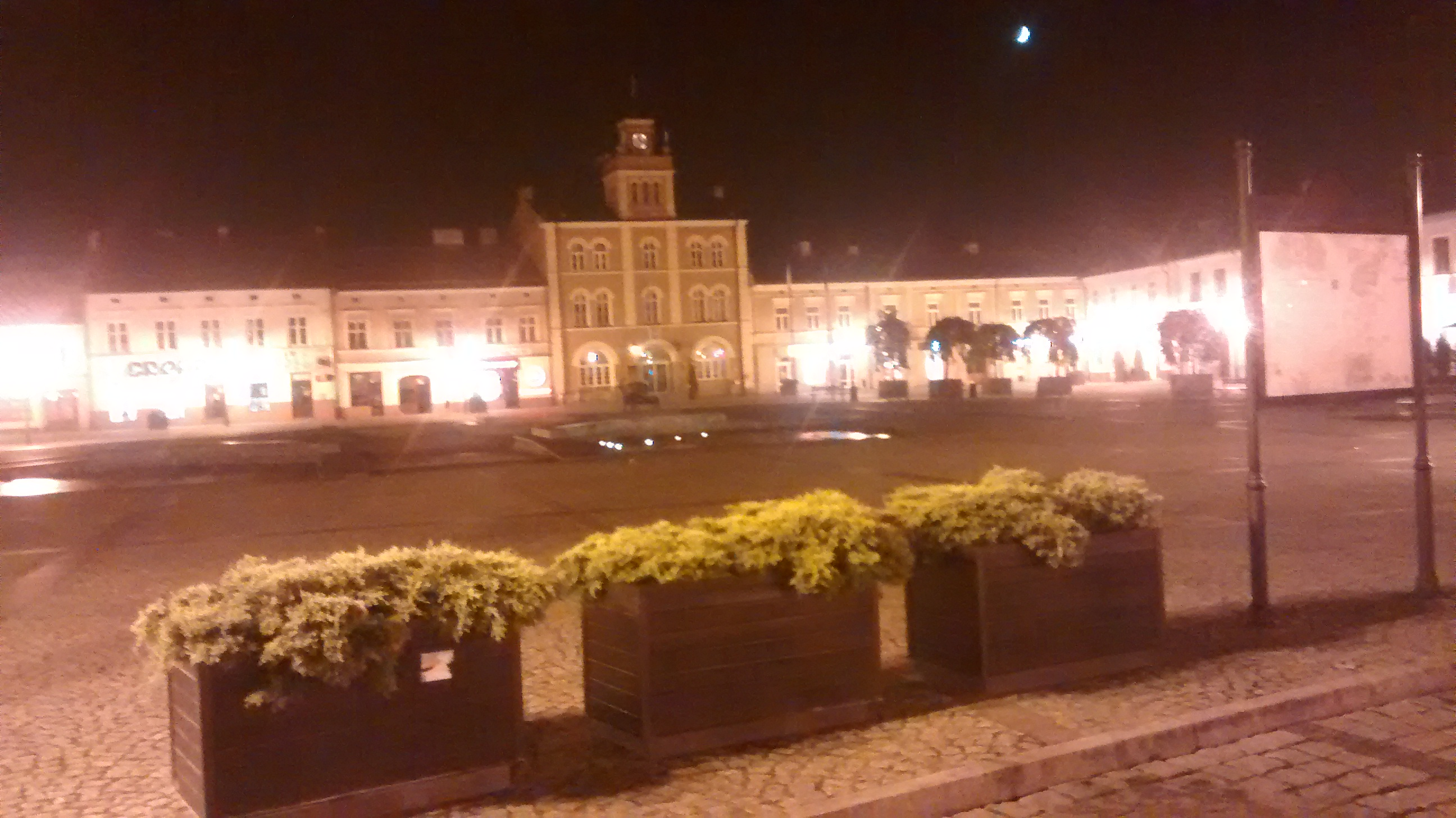
Rynek - pośrodku Ratusz (maj 2016)
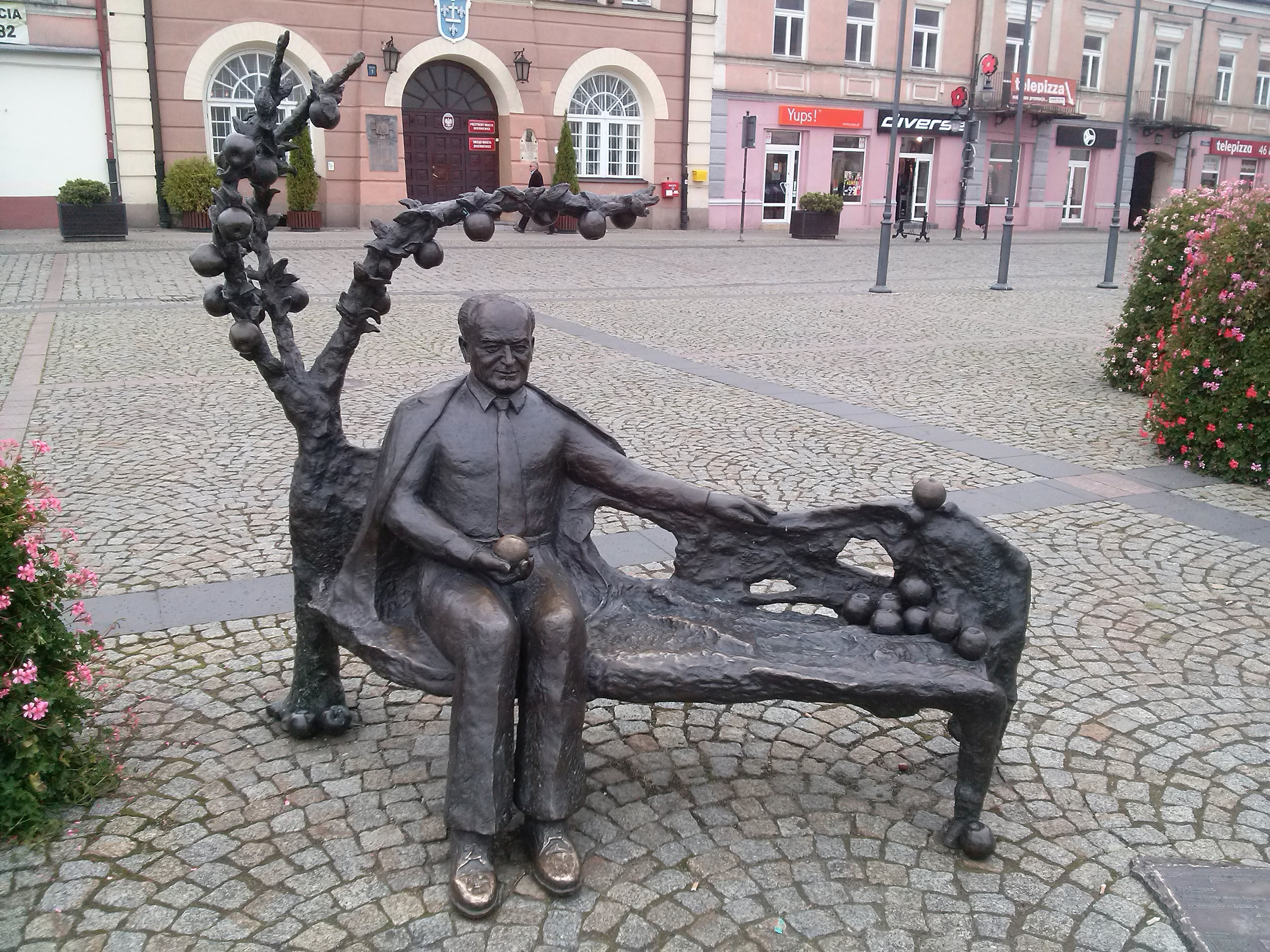
Profesor Szczepan Pieniążek
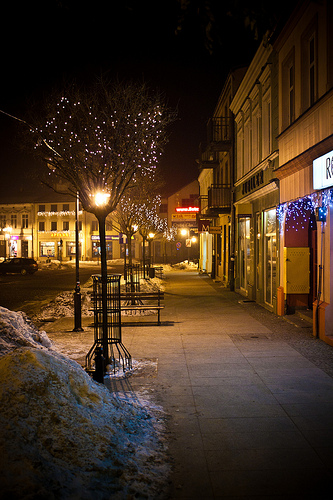
Rynek Skierniewicki zimą
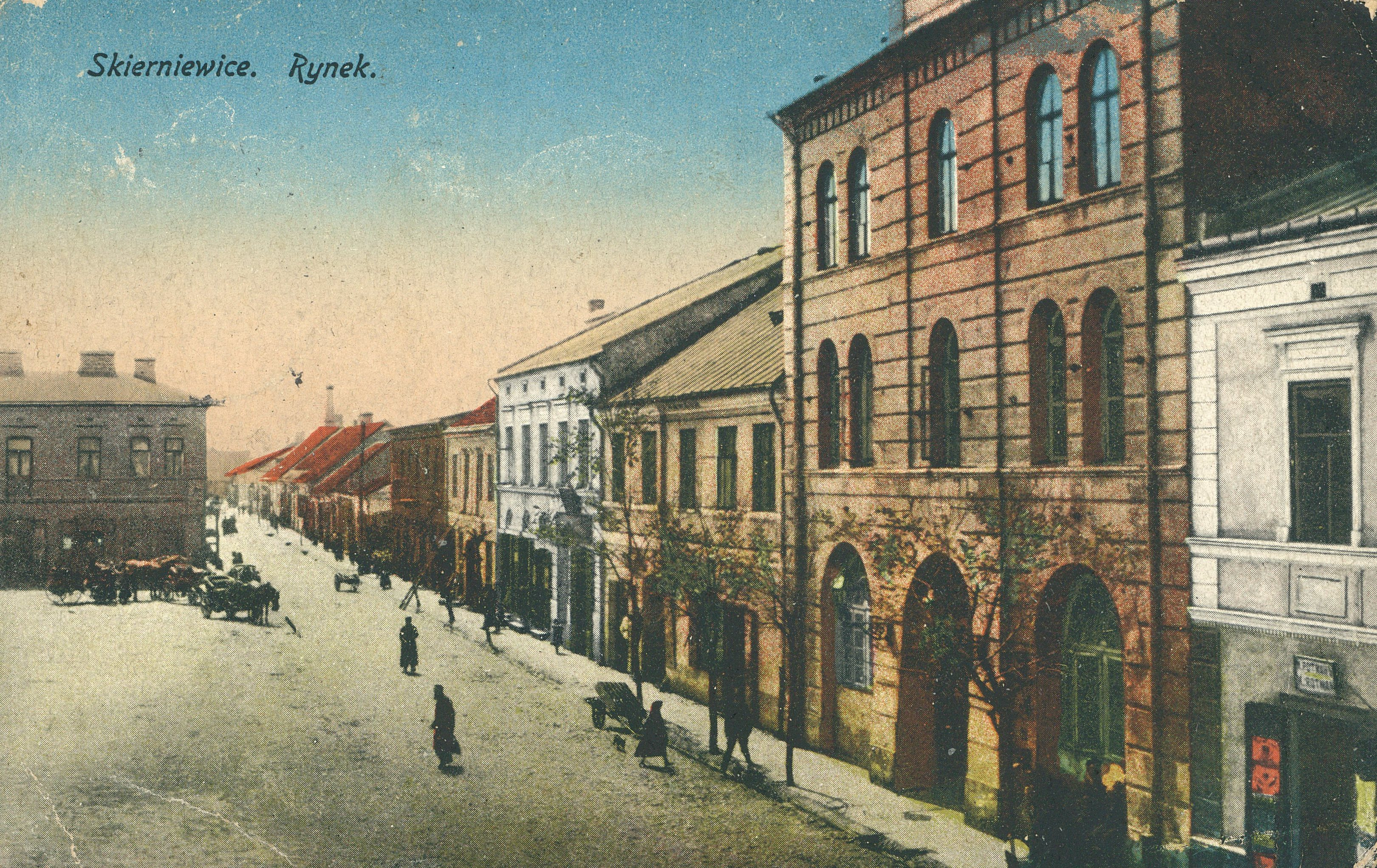
Rynek około 1915
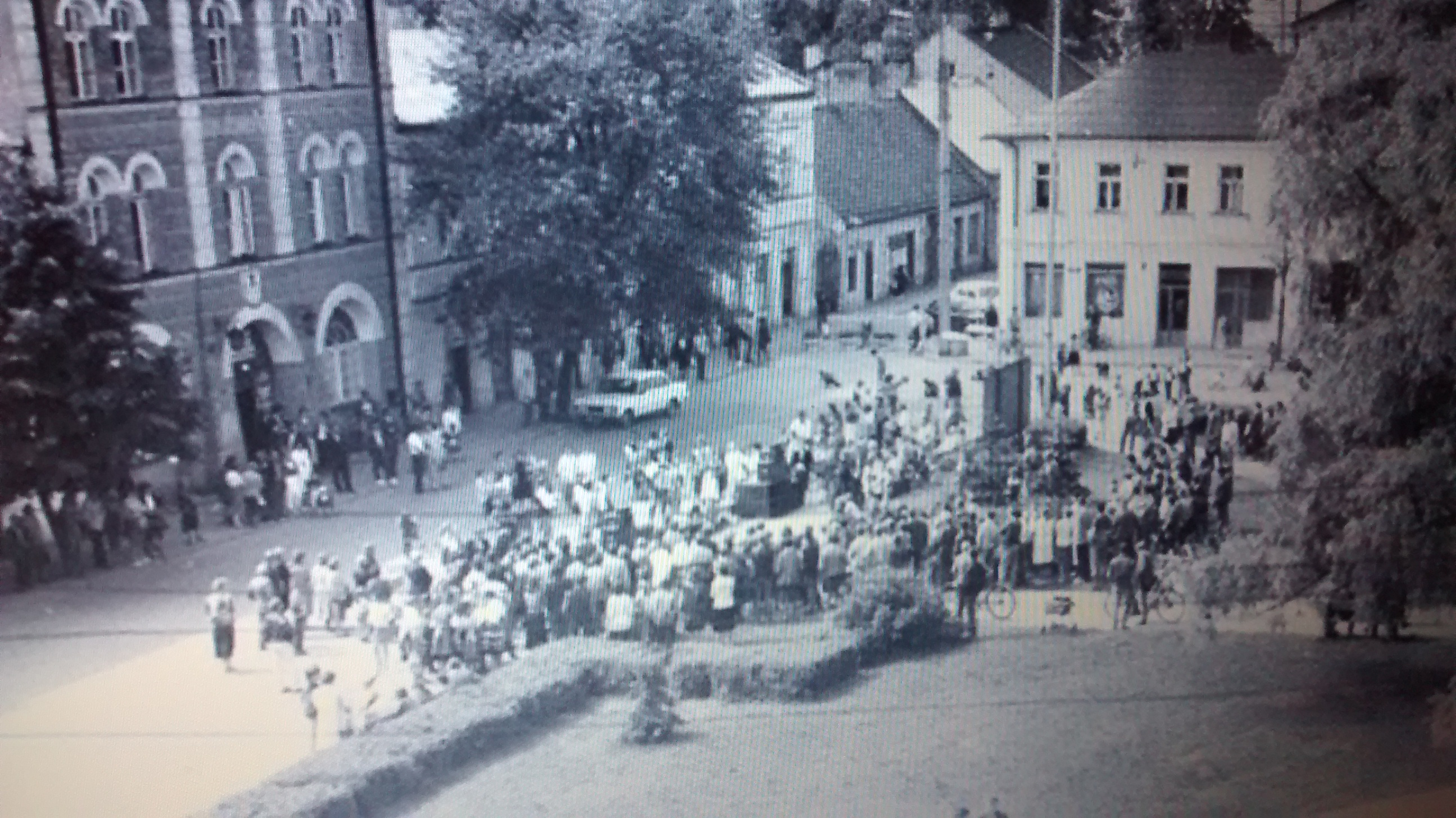
Rynek w latach siedemdziesiątych XX w.